# ارب (آلاباما)

محل آلاباما در آمریکا

محل شهر در آلاباما.

ارب شهری است در ایالت آلاباما در کشور آمریکا.

## مکان
ارب در موقعیت ‎ ۳۴°۱۹’ ۴۰’’ N ۸۶°۲۹’ ۵۵’’ V (‏۳۴،۳۲۷۸۶۳; ‑۸۶،۴۹۸۶۱۳‏)‎ قرار دارد. با توجه به اطلاعات اداره آمار آمریکا مساحت آن در حدود ۳۳،۳km² است.

## مردم‌شناسی
با توجه به آمار سال ۲۰۰۰ جمعیت آن ۷۱۷۴ نفر، ۳۰۱۲ خانواده در آن ساکن هستند. تعداد ۳۲۲۳ واحد خانه در هر مساحت تقریبی (۹۷،۴akm²) قرار دارد. ۲۳،۹% درصد از خانواده‌های فرزند زیر ۱۸ سال داشتند که از این تعداد ۵۴،۳% درصد زوج بوده و ۱۱،۳% درصد زنان بدون شوهر و ۳۱،۱% درصد نیز غیر خانواده بودند. متوسط درآمد یک خانواده در حدود US$۴۵۷۶۱ است و زنان درآمد متوسط US$۳۲۴۲۵ و مردان درآمد متوسط US$۲۴۲۶۵ بدست می‌آورند.